# Swedish Open 1982
Die Swedish Open 1982 im Badminton fanden vom 10. bis zum 14. März 1982 in Malmö statt.

## Finalresultate
| Disziplin    | Sieger                         | Finalist                         | Ergebnis           |
| ------------ | ------------------------------ | -------------------------------- | ------------------ |
| Herreneinzel | Misbun Sidek                   | Icuk Sugiarto                    | 9:15, 18:14, 15:13 |
| Dameneinzel  | Wu Dixi                        | Wu Jianqiu                       | 11:12, 11:2, 11:1  |
| Herrendoppel | Christian Hadinata Lius Pongoh | Thomas Kihlström Stefan Karlsson | 15:11, 15:8        |
| Damendoppel  | Xu Rong Wu Jianqiu             | Wu Dixi Lin Ying                 | 15:7, 15:12        |
| Mixed        | Duncan Bridge Gillian Clark    | Dipak Tailor Karen Bridge        | 15:9, 17:16        |